# عزلة الشعاب (حجة)

تعديل مصدري - تعديل

عزلة الشعاب هي إحدى عزل مديرية حرض في محافظة حجة اليمنية ويبلغ تعداد سكانها 10154 نسمة حسب التعداد السكاني في اليمن لعام 2004.